# Backmalz
Backmalz ist ein Malz, welches meist aus Gerste, Weizen oder Roggen hergestellt wird. Das Getreide wird unter feucht-warmen Bedingungen zum Keimen gebracht, anschließend getrocknet, gedarrt oder geröstet und vermahlen. 
Durch den Zusatz von Backmalz zum Teig werden der Hefe leicht verwertbare Nährstoffe, u. a. Zucker und Aminosäuren zur Verfügung gestellt. Das Ziel ist eine Beschleunigung der Gare durch eine Verbesserung der Triebkraft und eine bessere Teigbeschaffenheit.
Zu unterscheiden sind enzymatisch aktives und inaktives Malz.
Enzymaktives Malz wird beim Darren nach dem Mälzen weniger erhitzt, so dass die zuvor durch die Keimung aktivierten Enzyme überwiegend erhalten bleiben. Diese sorgen später in den Teig als Backmalz hinzugegeben für einen schnelleren Abbau von Getreidestärke zu Zucker, welcher den Hefen als Nahrung dient und die Bräunung und Krustenbildung des Backguts verbessert. Bei langer Gare kann enzymatisch aktives Malz daher die Teigstruktur beschädigen oder ganz zerstören. 
Enzymatisch inaktives Malz (auch als Aromamalz bezeichnet) wird dagegen beim Darren so hoch erhitzt, dass die beim Mälzen aktivierten Enzyme denaturiert und damit zerstört werden. Es hat damit keinen Einfluss mehr auf den enzymatischen Abbau von Zuckern im Teig. Durch Zugabe von enzymatisch inaktiven Malzes zu Teigen wird eine dunklere Farbe von Krume und Kruste sowie ein charakteristischer malziger Geschmack erreicht.
Besonders lange und heiß gedarrtes Malz wird Farbmalz bezeichnet. Es ist enzymatisch inaktiv und dient in erster Linie zum Färben der Krume, damit das Brot gesünder wirkt und sich besser verkaufen lässt. Weil es leicht bitter schmeckt, darf es nicht überdosiert werden.
Da der Begriff Backmalz nicht geschützt ist, werden oftmals Backmittel als Backmalz bezeichnet, die auch eine Vielzahl an anderen Lebensmittelzusatzstoffen enthalten können.